# Wiktor Neborak
Wiktor Neborak, ukr. Віктор Неборак (ur. 9 maja 1961 w Janowie koło Lwowa) - poeta, prozaik i rockman ukraiński.
Ukończył Wydział Filologiczny Uniwersytetu Lwowskiego.
Debiutował w roku 1987 tomikiem Bursztynowy czas. Współtworzył wraz z Jurijem Andruchowyczem i Ołeksandrem Irwancem grupę poetycką Bu-Ba-Bu, w której był nazywany Prokuratorem. 
W roku 1990 opublikował tomik Latająca Głowa, zaś w 1993 Rozmowy ze sługą i Alter ego.
Wiktor Neborak jest również liderem zespołu rockowego Neborok, którego kaseta Straszliwe urodziny została wydana w Polsce. Teksty Neboraka publikowane były w Tygodniku Literackim, NaGłosie, Czasie Kultury. Wybór wierszy i opowiadanie Flaszkocmoktacz zaprezentowała Literatura na Świecie (nr 10/1995).